# Liste der Biografien/Kres
Liste der Biografien |
Portal Biografien |
Personensuche
# |
A |
B |
C |
D |
E |
F |
G |
H |
I |
J |
K |
L |
M |
N |
O |
P |
Q |
R |
S |
T |
U |
V |
W |
X |
Y |
Z |
?
 
Ka |
Kb |
Kc |
Kd |
Ke |
Kf |
Kg |
Kh |
Ki |
Kj |
Kl |
Km |
Kn |
Ko |
Kp |
Kr |
Ks |
Kt |
Ku |
Kv |
Kw |
Ky |
Kx |
Kz
 
Kra |
Krb |
Krc |
Kre |
Krg |
Krh |
Kri |
Krj |
Krk |
Krl |
Krm |
Krn |
Kro |
Krp |
Krs |
Krt |
Kru |
Kry |
Krz
 
Krea |
Kreb |
Krec |
Kred |
Kree |
Kref |
Kreg |
Kreh |
Krei |
Krej |
Krek |
Krel |
Krem |
Kren |
Kreo |
Krep |
Kres |
Kret |
Kreu |
Krev |
Krew |
Krex |
Krey |
Krez
Die Liste der Biografien führt alle Personen auf, die in der deutschsprachigen Wikipedia einen Artikel haben. Dieses ist eine Teilliste mit 136 Einträgen von Personen, deren Namen mit den Buchstaben „Kres“ beginnt.

## Kres

### Kresa
- Kresa, Jakub (1648–1715), böhmischer Mathematiker und Jesuit
- Kresa, Jessica (* 1978), US-amerikanische Wrestlerin
- Křesadlo, Jan (1926–1995), tschechischer Schriftsteller, Dichter, Komponist und Science-Fiction-Autor
- Kresák, Ľubor (1927–1994), slowakischer Astronom
- Kresal, Katarina (* 1973), slowenische Juristin und Politikerin

### Kresc
- Kresch, Andrew (* 1972), amerikanischer Mathematiker
- Kresche, Isabella (* 1998), österreichische FußballspielerinIsabella Kresche (* 1998)

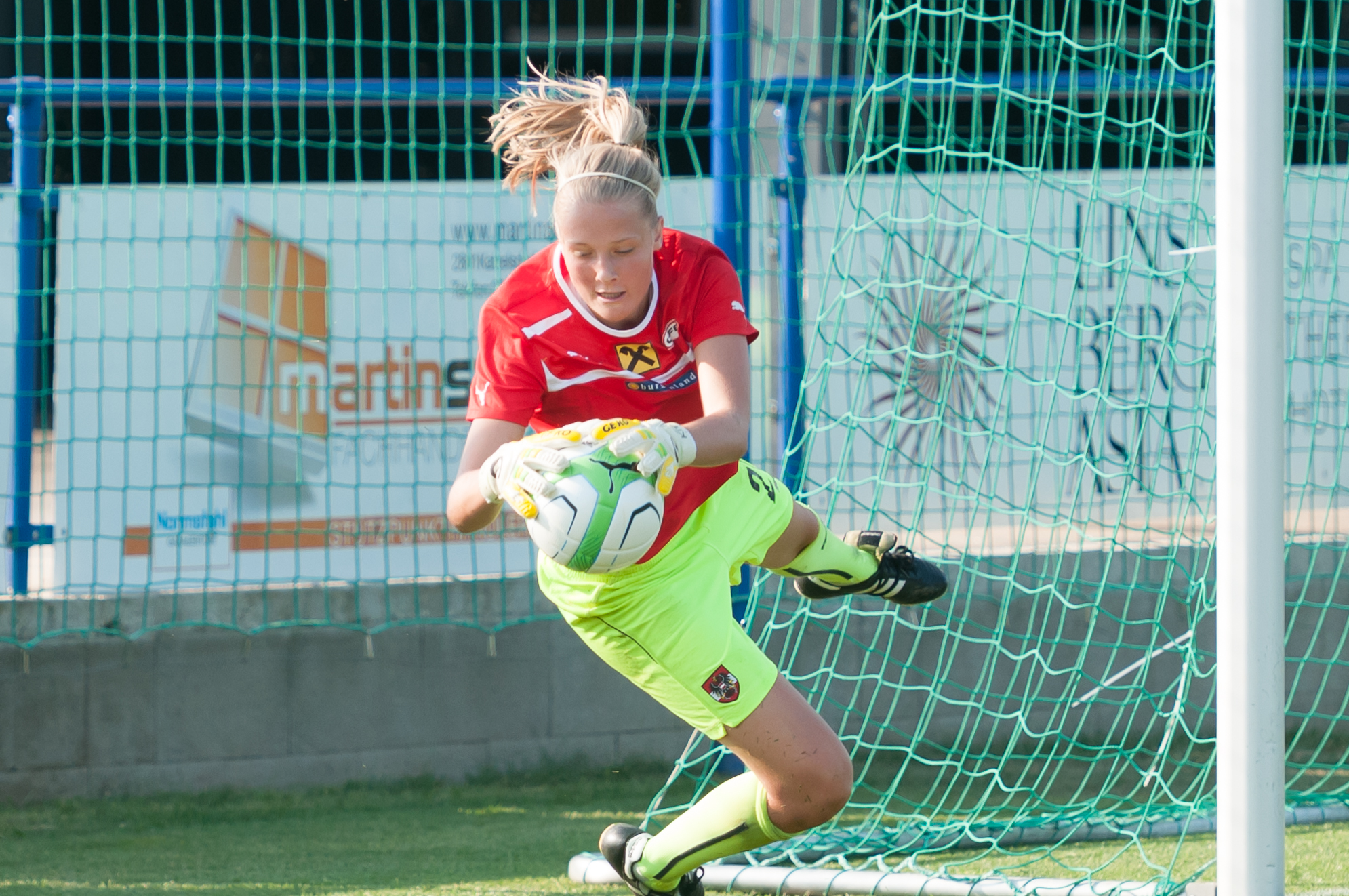
Isabella Kresche (* 1998)

- Kreschel, Jürgen (* 1969), deutscher Musiker und Produzent

### Krese
- Krese, Maruša (1947–2013), slowenische Schriftstellerin und Lyrikerin

### Kresg
- Kresge, Charles T. (* 1954), US-amerikanischer Chemiker
- Kresge, George Joseph (1935–2024), US-amerikanischer Mentalist
- Kresge, Stanley T., US-amerikanischer Offizier, Generalleutnant der US Air Force

### Kresh
- Kresha, MC (* 1984), kosovarischer Rapper

### Kresi
- Krešić, Dario (* 1984), kroatischer Fußballspieler
- Krešić, Ignjac (* 1966), kroatischer Fußballspieler und -trainer
- Kresilas, griechischer Bildhauer
- Krešimir I. († 945), Mitglied der Trpimirović-Dynastie
- Kresimon, Doris (* 1955), deutsche Fußballspielerin
- Kresin, Sven (* 1976), deutscher Fußballspieler
- Kresing, Bruno (1929–2020), deutscher römisch-katholischer Geistlicher, Generalvikar sowie Domkapitular im Erzbistum Paderborn

### Kresl
- Kreslehner, Gabi (* 1965), österreichische Schriftstellerin
- Kreslin, Vlado (* 1953), slowenischer Musiker
- Krēsliņš, Kārlis (* 1945), lettischer Brigadegeneral und Politiker

### Kresn
- Kresnayandi, Rizki Yanu (* 1989), indonesischer Badmintonspieler
- Kresnik, Johann (1939–2019), österreichischer Tänzer, Choreograph und Theaterregisseur

### Kreso
- Kreso, Goran (* 1994), österreichischer Fußballspieler

### Kress
- Kreß von Kressenstein, Christoph (1484–1535), deutscher Bürgermeister und Politiker
- Kress von Kressenstein, Christoph Carl (1723–1791), deutscher Jurist und Bürgermeister
- Kreß von Kressenstein, Franz (1881–1957), deutscher General der Kavallerie
- Kreß von Kressenstein, Friedrich (1776–1855), deutscher Diplomat und königlich-kaiserlicher Gesandter
- Kreß von Kressenstein, Friedrich (1855–1920), bayerischer General der Infanterie
- Kreß von Kressenstein, Friedrich (1870–1948), deutscher General der Artillerie der ReichswehrFriedrich Kreß von Kressenstein (1870–1948)

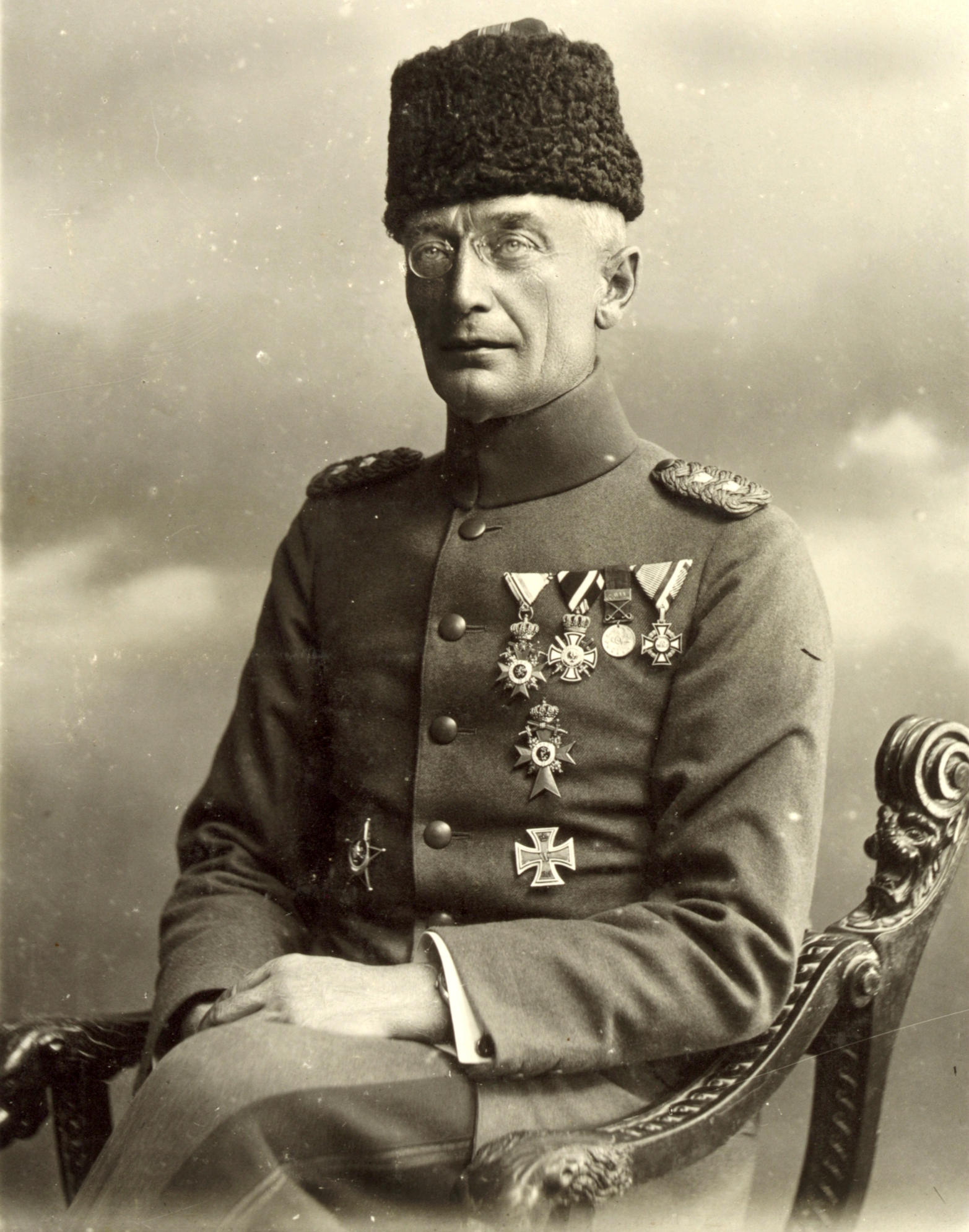
Friedrich Kreß von Kressenstein (1870–1948)

- Kress von Kressenstein, Hans (1902–1973), deutscher Mediziner und Mitbegründer der Freien Universität Berlin
- Kress von Kressenstein, Karl (1781–1856), österreichischer Offizier
- Kreß von Kressenstein, Otto (1850–1929), bayerischer Generaloberst und Kriegsminister
- Kreß, Adolf (1925–1996), deutscher Jurist und leitender Regierungsdirektor sowie ab 1968 stellvertretender Vorstandsvorsitzender der Versorgungsanstalt des Bundes und der Länder (VBL) (1980–1989)
- Kreß, Andreas (* 1986), deutscher Rollstuhlbasketballspieler
- Kreß, Anton (1899–1957), deutscher Fußballspieler
- Kreß, Beatrix (* 1974), deutsche Kulturwissenschaftlerin
- Kreß, Brigitta (* 1952), deutsche Sozialwissenschaftlerin und Familiensoziologin
- Kress, Bruno (1907–1997), deutscher Philologe
- Kress, Carl (1907–1965), US-amerikanischer Jazzgitarrist
- Kress, Carl (* 1937), US-amerikanischer Filmeditor
- Kreß, Christian († 1714), kursächsischer Beamter
- Kreß, Christian (1971–2016), deutscher Schauspieler und Regisseur
- Kress, Clara (1899–1971), deutsche Kunsthandwerkerin (Textilkunst, Glasfenster), Graphikerin und Malerin
- Kreß, Claus (* 1966), deutscher Jurist, Strafrechtler und Professor an der Universität KölnClaus Kreß (* 1966)

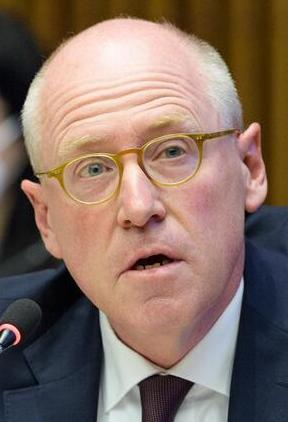
Claus Kreß (* 1966)

- Kreß, Dorothea (1924–2018), deutsche Kugelstoßerin
- Kreß, Emil (1860–1922), deutscher Reichsgerichtsrat
- Kress, Eric (* 1962), dänischer Kameramann
- Kress, Friedrich († 1493), deutscher Orgelbauer
- Kreß, Fritz (1884–1962), deutscher Zimmerer und Fachbuchautor
- Kreß, Fritz (1896–1960), deutscher Politiker (SPD), MdL
- Kress, Fritz (* 1956), deutscher Fußballspieler
- Kreß, Georg (* 1965), deutscher Lehrer und Kinderbuchautor
- Kreß, Georg Adam (1744–1788), deutscher Schulmeister, Kantor und Komponist
- Kreß, Georg Ludwig von (1797–1877), Kupferstecher, Maler und Galvanoplastiker
- Kress, Georg Philipp (1719–1779), deutscher Komponist
- Kress, Gerhard (1894–1936), deutsch-estnischer Politiker, Mitglied des Riigikogu
- Kress, Günther (1929–2023), deutscher Medienjournalist und Unternehmer
- Kress, Harold F. (1913–1999), US-amerikanischer Filmeditor
- Kreß, Hartmut (* 1954), deutscher evangelischer Theologe
- Kreß, Heinrich (1902–1985), deutscher Politiker (CDU), MdL (Hessen)
- Kreß, Helene (1911–1988), deutsche Tischtennisspielerin
- Kress, Helga (* 1939), isländische Philologin und Hochschullehrerin
- Kress, Hermann (1894–1954), deutscher Bildhauer
- Kreß, Hermann (1895–1943), deutscher Offizier, zuletzt Generalleutnant im Zweiten Weltkrieg
- Kress, Jan (* 1980), deutscher Schauspieler, Tänzer und Performer
- Kreß, Johann Albrecht (1644–1684), deutscher Komponist
- Kress, Johann Jakob († 1728), deutscher Komponist
- Kress, Johann Paul (1677–1741), deutscher Jurist
- Kress, Karl (* 1945), deutscher Politiker (CDU), MdL
- Kress, Karl-Heinz (1928–1979), deutscher Maler
- Kress, Katharina (* 1979), deutsche Drehbuchautorin
- Kreß, Manfred (1937–2008), deutscher Fußballspieler
- Kress, Matthias (* 1969), deutscher Schauspieler
- Kreß, Michael (1843–1929), fränkischer Volksdichter
- Kress, Michael (* 1964), deutscher Neo-Konzept-Künstler
- Kress, Mike (* 1968), US-amerikanischer Basketballtrainer
- Kress, Nancy (* 1948), amerikanische Science-Fiction-Schriftstellerin
- Kress, Nathan (* 1992), US-amerikanischer SchauspielerNathan Kress (* 1992)

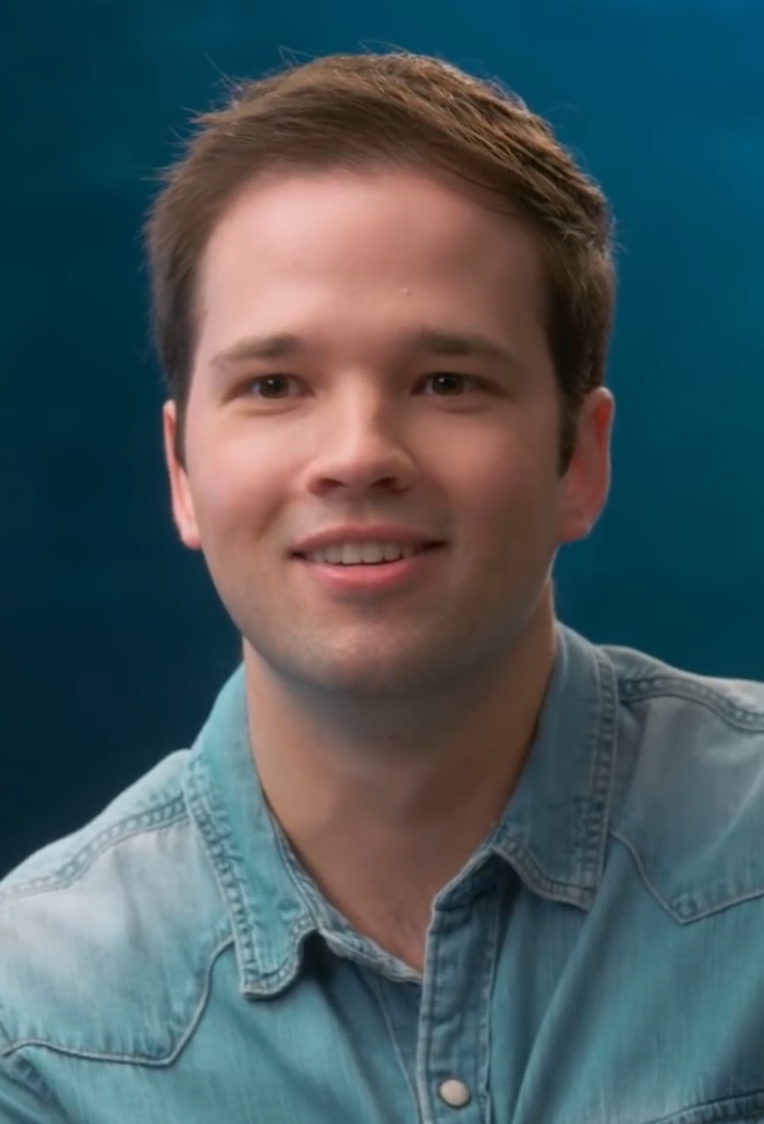
Nathan Kress (* 1992)

- Kreß, Richard (1925–1996), deutscher Fußballspieler
- Kress, Samuel H. (1863–1955), US-amerikanischer Unternehmer, Kunstsammler und Kunstmäzen
- Kreß, Tom (* 1967), deutscher Schauspieler
- Kreß, Volker (* 1939), deutscher lutherischer Theologe
- Kreß, Walter (1892–1963), württembergischer Landrat
- Kress, Wiktor Melchiorowitsch (* 1948), russischer Politiker
- Kress, Wilhelm (1836–1913), österreichischer Flugpionier und Konstrukteur
- Kreß, Willibald (1906–1989), deutscher Fußballspieler und -trainer
- Kress-Fricke, Regine (* 1943), deutsche Autorin und Performance-Künstlerin
- Kreße, Bernhard (* 1972), deutscher Rechtswissenschaftler
- Kresse, Erich (1902–1989), deutscher Maler und Graphiker
- Kresse, Georg (1604–1641), Bauerngeneral des Dreißigjährigen KriegsGeorg Kresse (1604–1641)

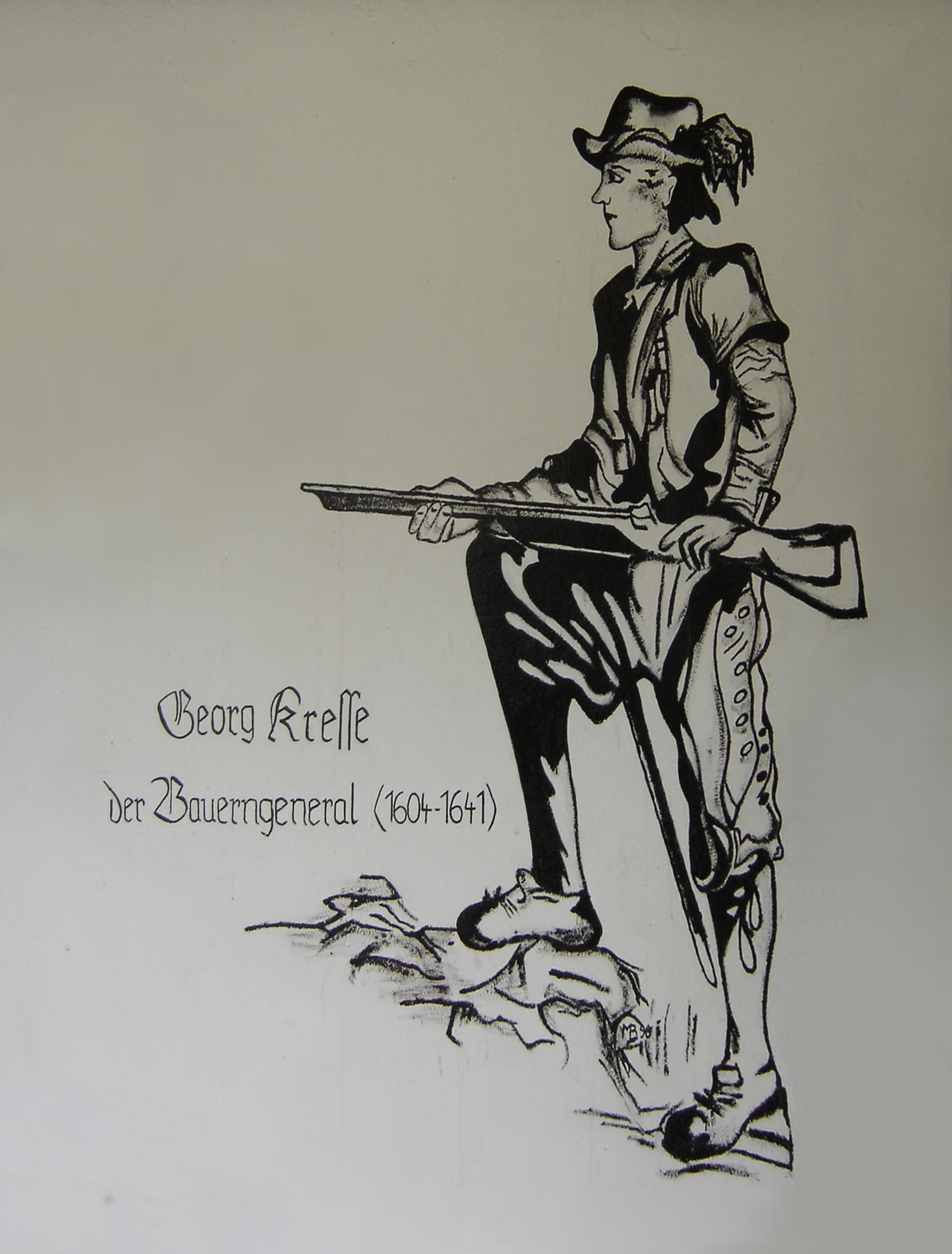
Georg Kresse (1604–1641)

- Kresse, Kurt (1904–1945), deutscher Politiker (KPD) und Widerstandskämpfer
- Kresse, Kurt (* 1919), deutscher Fußballspieler und Fußballtrainer
- Kresse, Lisa (1895–1966), deutsche Ausdruckstänzerin und Schauspielerin
- Kresse, Ludwig Hilmar (1914–1985), deutscher Bauingenieur und Architekt
- Kresse, Oswald (1858–1928), deutscher Grafiker und Maler des Spätimpressionismus
- Kresse, Otto (1886–1933), deutscher Politiker (SPD), Gewerkschafter
- Kresse, Walter (1910–2001), deutscher Politiker (SED), MdV und Oberbürgermeister von Leipzig
- Kressel von Gualtenberg, Franz Karl (1720–1801), böhmischer Beamter
- Kressel, Diether (1925–2015), deutscher bildender Künstler
- Kressel, Getzel (1911–1986), israelischer Bibliograf und Publizist
- Kreßel, Hans (1898–1985), deutscher evangelisch-lutherischer Pfarrer und Theologe
- Kressenstein, Anton Kreß von (1455–1520), Rat der Stadt Nürnberg
- Kressenstein, Jobst Christoph Kreß von (1597–1663), Gesandter der Stadt Nürnberg beim Westfälischen Friedenskongress in Münster und Osnabrück
- Kresser, Bastian (* 1981), österreichischer Schriftsteller
- Kresser, Werner (1919–2008), österreichischer Hydrologe
- Kressig, Joerg (* 1962), Schweizer Programmsprecher, Moderator, Synchronsprecher, Visagist und Unternehmer
- Kressin, Manuel (* 1978), deutscher Schauspieler
- Kressirer, Kornelia, deutsche Klassische Archäologin
- Kressl, Nicolette (* 1958), deutsche Politikerin (SPD), MdB
- Kressler, Craig (* 1961), US-amerikanischer Eisschnellläufer
- Kressley, Carson (* 1969), US-amerikanischer Schauspieler, Fernsehmoderator und Modeschöpfer
- Kressmann, Arnold (1879–1968), deutscher Verwaltungsjurist, Landrat
- Kreßmann, Carl (1897–1975), deutscher Warenhauskaufmann
- Kreßmann, Konrad (1875–1943), deutscher Unternehmer
- Kressmann, Willy (1907–1986), deutscher Politiker (SPD), MdA
- Kressmann-Zschach, Sigrid (1929–1990), deutsche Architektin und Bauunternehmerin
- Kreßner, Magdalene (1899–1975), deutsche Bildhauerin
- Kressnig, Eric (* 1973), österreichischer Künstler
- Kresswitz, Nina (* 1960), deutsche Schriftstellerin

### Krest
- Kresta, Ivo (* 1977), tschechischer Basketballspieler
- Kresta, Roman (* 1976), tschechischer Rallyefahrer
- Krestan, Gabriela (* 1953), österreichische Schauspielerin
- Křesťan, Radek (* 1981), tschechisch-deutscher Eishockeyspieler
- Křesťanová, Veronika (* 1969), tschechische Juristin und Richterin
- Krestel, Holger (* 1955), deutscher Politiker (FDP), MdA, MdB
- Krestel, Ralf, deutscher Informatiker
- Kresten, Otto (1943–2024), österreichischer Byzantinist und Diplomatiker
- Krestin, Lazar (1868–1938), litauisch-österreichischer Genremaler
- Krestinski, Nikolai Nikolajewitsch (1883–1938), sowjetischer PolitikerNikolai Nikolajewitsch Krestinski (1883–1938)

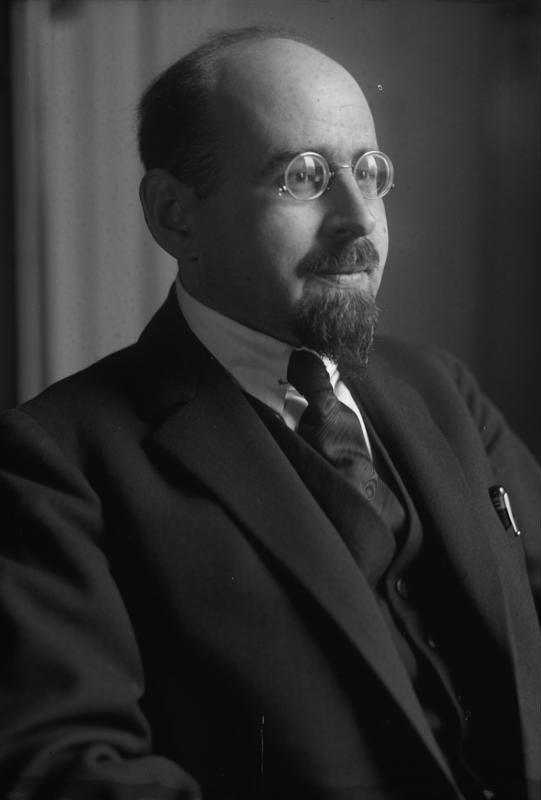
Nikolai Nikolajewitsch Krestinski (1883–1938)

- Krestjanin, Fjodor, russischer Kirchensänger und Komponist
- Krestovnikoff, Miranda (* 1973), britische Fernsehmoderatorin

### Kresz
- Kresz, Géza de (1882–1959), österreich-ungarisch-kanadischer Geiger, Musikpädagoge und Komponist
- Kresze, Günter (1921–1987), deutscher Chemiker